# Draft de Expansión de la NBA de 1995
El Draft de Expansión de la NBA de 1995 se produjo antes del comienzo de la temporada 1995-96 de la NBA, debido a la incorporación a la liga de dos nuevos equipos, los Toronto Raptors y los Vancouver Grizzlies, franquicias que pudieron elegir el 24 de junio de 1995 a 27 jugadores del resto de equipos de la liga no protegidos por sus equipos. el evento y su retransmisión tuvo lugar desde los estudios de la NBC en Secaucus (Nueva Jersey). Los Grizzlies ganaron con una moneda al aire la sexta elección en el Draft de la NBA de 1995; como resultado, los Raptors tuvieron la posibilidad de elegir en primer lugar y hacerse con 14 de los 27 jugadores.
Las dos franquicias eran las primeras en establecerse en Canadá desde la temporada 1946-47, en la que lo hizo el equipo de los Toronto Huskies.

## Jugadores seleccionados
| * | Agente libre restringido antes de la temporada 1994-95, llegó a ser un agente sin restricciones tras el draft. |

### Toronto Raptors
| Número | Jugador             | Posición  | Nacionalidad          | Antiguo equipo         |
| ------ | ------------------- | --------- | --------------------- | ---------------------- |
| 1      | B.J. Armstrong      | Base      | Estados Unidos        | Chicago Bulls          |
| 3      | Tony Massenburg     | Alero     | Estados Unidos        | Los Angeles Clippers   |
| 5      | Andrés Guibert      | Ala-pívot | Cuba / Estados Unidos | Minnesota Timberwolves |
| 7      | Keith Jennings*     | Base      | Estados Unidos        | Golden State Warriors  |
| 9      | Dontonio Wingfield* | Escolta   | Estados Unidos        | Seattle SuperSonics    |
| 11     | Doug Smith*         | Alero     | Estados Unidos        | Dallas Mavericks       |
| 13     | Jerome Kersey       | Alero     | Estados Unidos        | Portland Trail Blazers |
| 15     | Žan Tabak           | Pívot     | Croacia               | Houston Rockets        |
| 17     | Willie Anderson     | Escolta   | Estados Unidos        | San Antonio Spurs      |
| 19     | Ed Pinckney         | Alero     | Estados Unidos        | Milwaukee Bucks        |
| 21     | Acie Earl           | Ala-pívot | Estados Unidos        | Boston Celtics         |
| 23     | B.J. Tyler          | Base      | Estados Unidos        | Philadelphia 76ers     |
| 25     | John Salley         | Ala-Pívot | Estados Unidos        | Miami Heat             |
| 27     | Oliver Miller       | Ala-pívot | Estados Unidos        | Detroit Pistons        |

### Vancouver Grizzlies
| Número | Jugador         | Posición  | Nacionalidad   | Antiguo equipo      |
| ------ | --------------- | --------- | -------------- | ------------------- |
| 2      | Greg Anthony    | Base      | Estados Unidos | New York Knicks     |
| 4      | Rodney Dent     | Pívot     | Estados Unidos | Orlando Magic       |
| 6      | Antonio Harvey  | Ala-pívot | Estados Unidos | Los Angeles Lakers  |
| 8      | Reggie Slater*  | Ala-pívot | Estados Unidos | Denver Nuggets      |
| 10     | Trevor Ruffin*  | Base      | Estados Unidos | Phoenix Suns        |
| 12     | Derrick Phelps* | Base      | Estados Unidos | Sacramento Kings    |
| 14     | Larry Stewart   | Ala-pívot | Estados Unidos | Washington Wizards  |
| 16     | Kenny Gattison  | Ala-pívot | Estados Unidos | Charlotte Hornets   |
| 18     | Byron Scott     | Escolta   | Estados Unidos | Indiana Pacers      |
| 20     | Gerald Wilkins  | Alero     | Estados Unidos | Cleveland Cavaliers |
| 22     | Benoit Benjamin | Pívot     | Estados Unidos | New Jersey Nets     |
| 24     | Doug Edwards    | Alero     | Estados Unidos | Atlanta Hawks       |
| 26     | Blue Edwards    | Escolta   | Estados Unidos | Utah Jazz           |